# 道の駅長崎街道鈴田峠
道の駅長崎街道鈴田峠（みちのえき ながさきかいどうすずたとうげ）は、長崎県大村市にある国道34号の道の駅である。

## 概要
大村市の観光情報の発信基地となることを目指し、開設された。

## 施設
- 駐車場
  - 普通車：24台
  - 大型車：3台
  - 身障者用：2台
- トイレ
  - 男：大 2器、小 4器
  - 女：4器
  - 多目的：1器
- 情報・休憩コーナー
- 喫茶・軽食コーナー
- EVスタンド 1台

## 休館日
- 12月30日 - 1月3日

## アクセス
- 国道34号 - 登録路線

## 周辺
- 大村湾